# (508) Princetonia
(508) Princetonia – planetoida z pasa głównego asteroid okrążająca Słońce w ciągu 5 lat i 228 dni w średniej odległości 3,16 j.a. Została odkryta 20 kwietnia 1903 roku w Landessternwarte Heidelberg-Königstuhl w Heidelbergu przez Raymonda Dugana. Nazwa planetoidy pochodzi od Uniwersytetu Princeton. Przed nadaniem nazwy planetoida nosiła oznaczenie tymczasowe (508) 1903 LQ.